# Taiši Taguči
Taiši Taguči (japonsko 田口 泰士), japonski nogometaš, * 16. marec 1991.
Za japonsko reprezentanco je odigral tri uradne tekme.